# André de Rivaudeau
André de Rivaudeau (* um 1540 in Fontenay-le-Comte; † 1580 in Poitiers) war ein französischer protestantischer Dichter und Dramatiker.
Rivaudeau studierte in Poitiers, wo seine biblische Tragödie „Aman“ (1566) aufgeführt wurde. Sie folgt klassischen Gesetzen, hat aber ein glückliches Ende. Der Stil ist schwülstig, und es gibt nur wenig Handlung. Rivaudeau schrieb auch Gedichte, davon einige mit biblischen Themen, und übersetzte Epiktet.